# Чарівна модель
Чарівна модель (англ. The Fascinating Model) — американська короткометражна кінокомедія режисера Роя Клементса 1916 року.

## У ролях
- Едвард Седжвік — Біллі
- Віолет Едді — дружина Біллі
- Джей Беласко — Джей
- Белль Беннетт — дружина Джея